# Arabhavi, Gokak
Arabhavi là một làng thuộc tehsil Gokak, huyện Belgaum, bang Karnataka, Ấn Độ.